# Malte Laass
Malte Laass (* 20. Februar 1984) ist ein ehemaliger deutscher Basketballspieler.

## Werdegang
Laass gehörte in der Saison 2002/03 zum Aufgebot des Zweitligisten TV Langen, 2003 verließ er die Mannschaft und wechselte ans Arizona Western College in die Vereinigten Staaten. Der 1,95 Meter große Flügelspieler erhielt während der Saison 2003/04 zwölf Einsätze und kam in den Farben der Hochschulmannschaft auf einen Mittelwert von 3,2 Punkten je Begegnung.
2004/05 spielte Laass für den BBC Nyon in der Schweizer Nationalliga A, im Sommer 2005 wechselte er innerhalb des Landes zu Fribourg Olympic. Der Deutsche blieb bis 2008 bei Olympic, unter Trainer Damien Leyrolles wurde Laass mit den Üechtländern 2007 und 2008 Schweizer Meister, 2007 ebenfalls Schweizer Pokalsieger sowie 2007 und 2008 des Weiteren Sieger im Ligapokal.